# Legendary Champions
Legendary Champions ist ein US-amerikanischer Dokumentarfilm aus dem Jahr 1968.

## Handlung
Die Dokumentation behandelt die Schwergewichts-Weltmeisterschaftskämpfe im Boxen zwischen 1882 und 1929. Es werden Filmaufnahmen gezeigt von John L. Sullivan und James J. Corbett. Diese Szenen aus dem Jahr 1894 wurden von Thomas Alva Edison gefilmt.
Es folgen Aufnahmen vom ersten gefilmten WM-Titel 1897 zwischen Corbett und dem Sieger Bob Fitzsimmons und dem Kampf zwischen James J. Jeffries und Tom Sharkey, den Jeffries 1899 für sich entscheiden konnte. Das nächste Filmdokument zeigt dem Sieg von Jack Johnson über den Weltmeister Tommy Burns 1908 und dem 1915 von einem Betrugsskandal überschatteten Kampf Johnsons gegen Jess Willard, bei dem Johnson k. o. ging.
Jack Dempsey wird gezeigt, wie er mit Filmgrößen wie Charles Chaplin und Douglas Fairbanks Späße treibt. Sein Sieg in einem brutalen Kampf gegen Willard ist das Thema der nächsten Filmausschnitte. Es folgt Dempseys Niederlage gegen Gene Tunney.

## Kritik
A. H. Weiler von der New York Times befand, dass die Macher des Films es geschafft haben, genug seltenes, unübliches und amüsantes Filmmaterial auszugraben, zusammenzufügen und zu schneiden, um einen Schimmer der männlichen Kampfkunst zu geben, die zum größten Teil glanzlosen Kämpfen zum Opfer gefallen sei.

## Auszeichnungen
1969 wurde der Film in der Kategorie Bester Dokumentarfilm für den Oscar nominiert.

## Hintergrund
Die Premiere des Films fand am 28. Oktober 1968 in New York statt.